# 노스우즈 작전

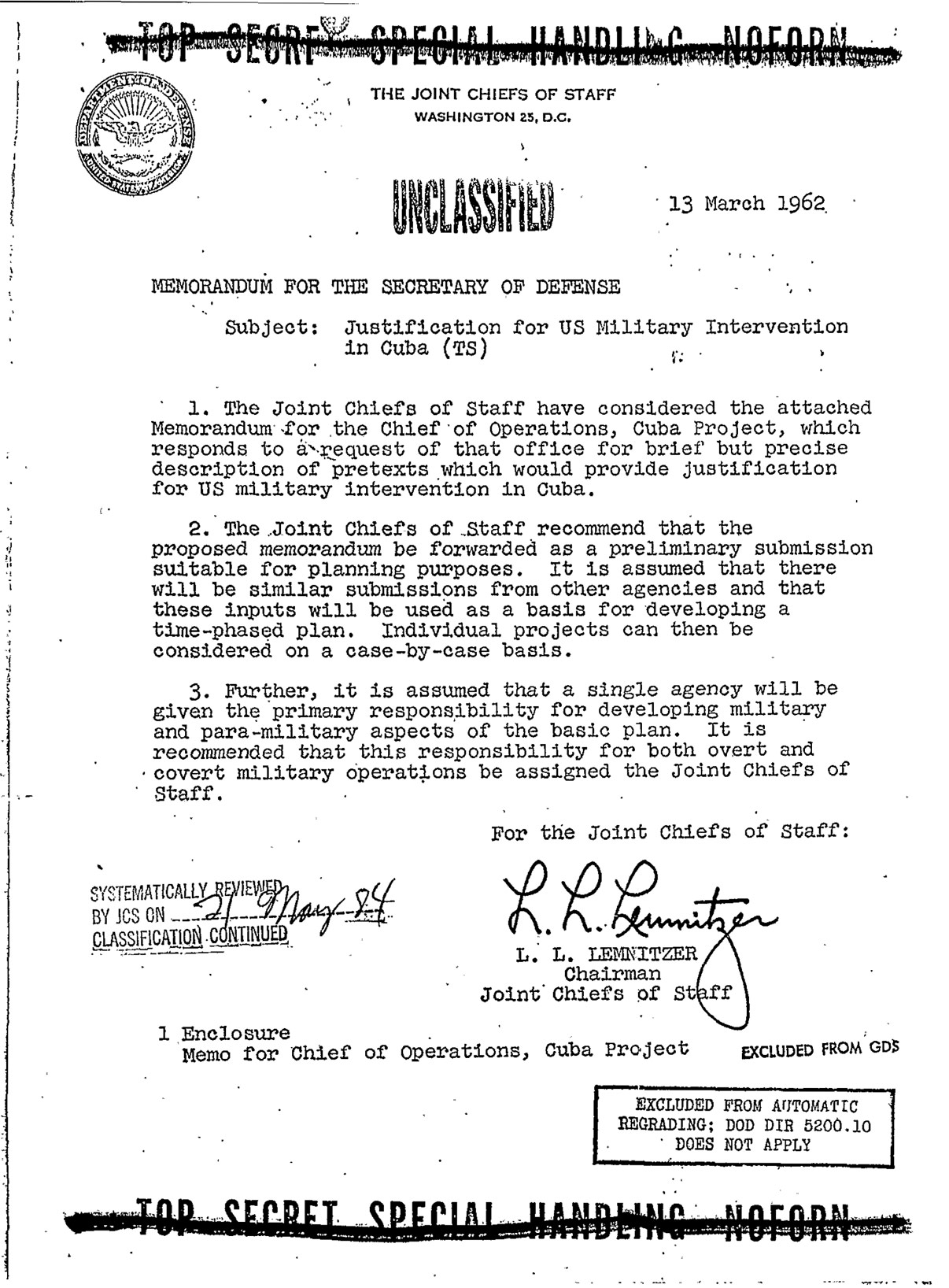
노스우즈 작전 비망록(1962년 3월 13일)

노스우즈 작전(Operation Northwoods)은 1962년 미국 합동참모본부(JCS)에서 작성한 위장술책작전이다. 당시 미국 합참은 중앙정보국(CIA)를 비롯한 미국 정부 기관이 미국 민간인 및 군사시설에 대한 자작극 테러를 벌이고 그 책임을 쿠바의 피델 카스트로에게 뒤집어 씌어 쿠바에 대한 침공을 정당화하여 전쟁을 일으킨다는 계획을 세웠다. 구체적인 자작극 방안으로 쿠바계 이민자들을 암살하는 것, 쿠바 난민들이 타고 있는 배를 침몰시키는 것, 미국 선적의 배를 폭파시키는 것 등이 포함되어 있었다. 당시 합참의장 리먼 렘니처가 계획안에 서명하여 국방부에 제출했으나 케네디 행정부가 거부하여 없던 일이 되었다.

## 같이 보기
- 통킹만 사건